# Équipe d'Israël de curling
L'équipe d'Israël de curling est la sélection qui représente Israël dans les compétitions internationales de curling.
En 2017, l'équipe nationale est classé comme nation numéro 23 chez les hommes.

## Historique
La Fédération de curling d'Israël a été fondée en 2007 et la pratique du curling a été lancé par le club de Metoula. En 2014, on compte près de 200 membres avec des surfaces de jeu à Metoula, Holon, Ashdod, and Jérusalem.
Le tireur olympique Alex Tripolski dirige le sport du curling en Israël et en 2014, la Fédération mondiale de curling a réintégré Israël en tant que membre à part entière.

## Palmarès et résultats

### Palmarès masculin
Titres, trophées et places d'honneur
- Jeux Olympiques Hommes 
  - aucune participation
- Championnats du monde Hommes 
  - aucune participation
- Championnats d'Europe Hommes 
  - Meilleur résultat : 4 participations en Division B , 4e

### Palmarès féminin
Aucune équipe de rang international

### Palmarès mixte
Titres, trophées et places d'honneur
- Jeux Olympiques Hommes depuis 2018
  - aucune participation
- Championnat du Monde Doubles Mixte depuis 2015 (2 participation(s))
  - Meilleur résultat : 6ème pour : Championnat du Monde Doubles Mixte - Groupe C